# Joseph-Antoine Carlet
Joseph-Antoine Carlet est un homme politique français né le 18 juin 1741 à Rives (Isère) et décédé le 1er juillet 1825 à Seyssuel (Isère).

## Biographie
Administrateur du département, il est élu député de l'Isère au Conseil des Cinq-Cents le 24 germinal an VII. Il est ensuite conseiller général.